# 894년

## 연호
- 당(唐) 건녕(乾寧) 원년
- 일본(日本) 간표(寛平) 6년

## 기년
- 당(唐) 소종(昭宗) 6년
- 신라(新羅) 진성여왕(眞聖女王) 8년
- 발해(渤海) 대현석(大玄錫) 24년 / 대위해(大瑋瑎) 원년
- 후백제(後百濟) 견훤(甄萱) 3년

## 사건
- 신라, 최치원이 진성여왕에게 시무책 10여조를 올림.
- 발해, 대현석(경왕)이 세상을 떠나자 대위해가 명왕으로 왕의 자리에 오름.

## 사망
- 발해(渤海)의 13대 국왕(國王) 대현석(大玄錫)
- 신라(新羅)의 승려(僧侶) 범교(犯翹)